# Euphorbia rossii
Euphorbia rossii es una especie de fanerógama perteneciente a la familia de las euforbiáceas. Es nativa de Madagascar en la Provincia de Toliara.

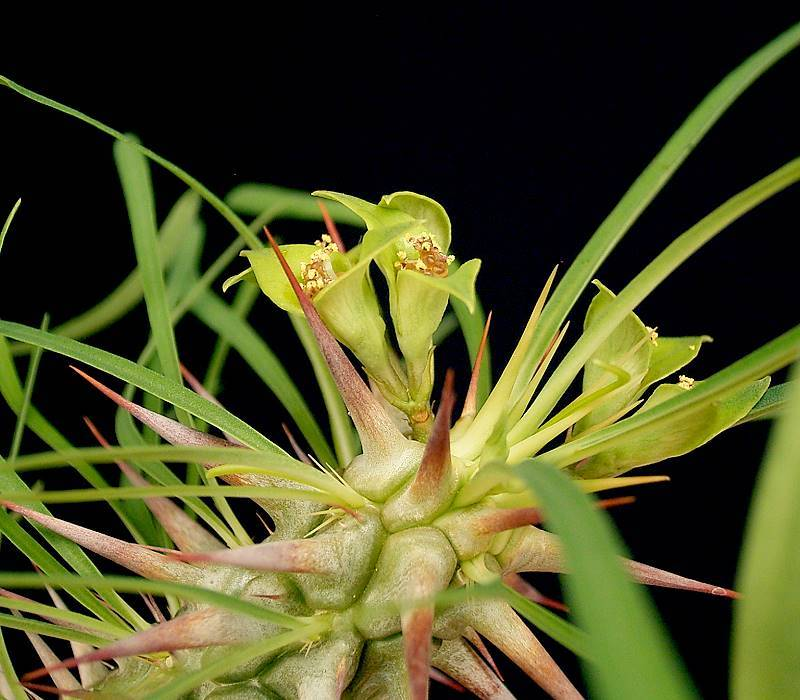
Detalle de la flor en forma de ciato

## Hábitat
Su hábitat natural son las áreas rocosas. Está amenazada por la pérdida de hábitat.

## Descripción
Se trata de una planta suculenta arbustiva que se encuentra en las laderas rocosas y secas de los inselbergs, a una altitud de  0-499 metros.

## Taxonomía
Euphorbia rossii fue descrita por Rauh & Buchloh y publicado en Kakteen und andere Sukkulenten 18(11): 202, abb. 1–7. 1967.
Etimología
Euphorbia: nombre genérico que deriva del médico griego del rey Juba II de Mauritania (52 a 50 a. C. - 23), Euphorbus, en su honor – o en alusión a su gran vientre –  ya que usaba médicamente Euphorbia resinifera. En 1753 Carlos Linneo asignó el nombre a todo el género.
rossii: epíteto otorgado en honor del benefactor de la botánica de Madagascar; el alemán Erich Ross de Heidelberg.